# سلوینو
سلوینو (به ایتالیایی: Selvino) یک کومونه در ایتالیا است که در استان برگامو واقع شده‌است.

## خصوصیات
سلوینو ۶٫۴ کیلومترمربع مساحت و ۲٬۰۴۵ نفر جمعیت دارد و ۹۶۰ متر بالاتر از سطح دریا واقع شده‌است.